# Laraš
Laraš, či Larache (arabsky: العرايش), je přístavní město v Maroku, které se nachází v severní části země v regionu Tanger-Tetuán-Al-Husajma poblíž španělských hranic. Je to historické město s bohatou kulturou a architekturou, které bylo dříve pod španělskou nadvládou. Ve městě se nachází také přístav, který je důležitým obchodním místem v regionu. Dnes je Laraš oblíbeným turistickým cílem návštěvníků, kteří se zajímají o historii a kulturu Maroka.

## Historie

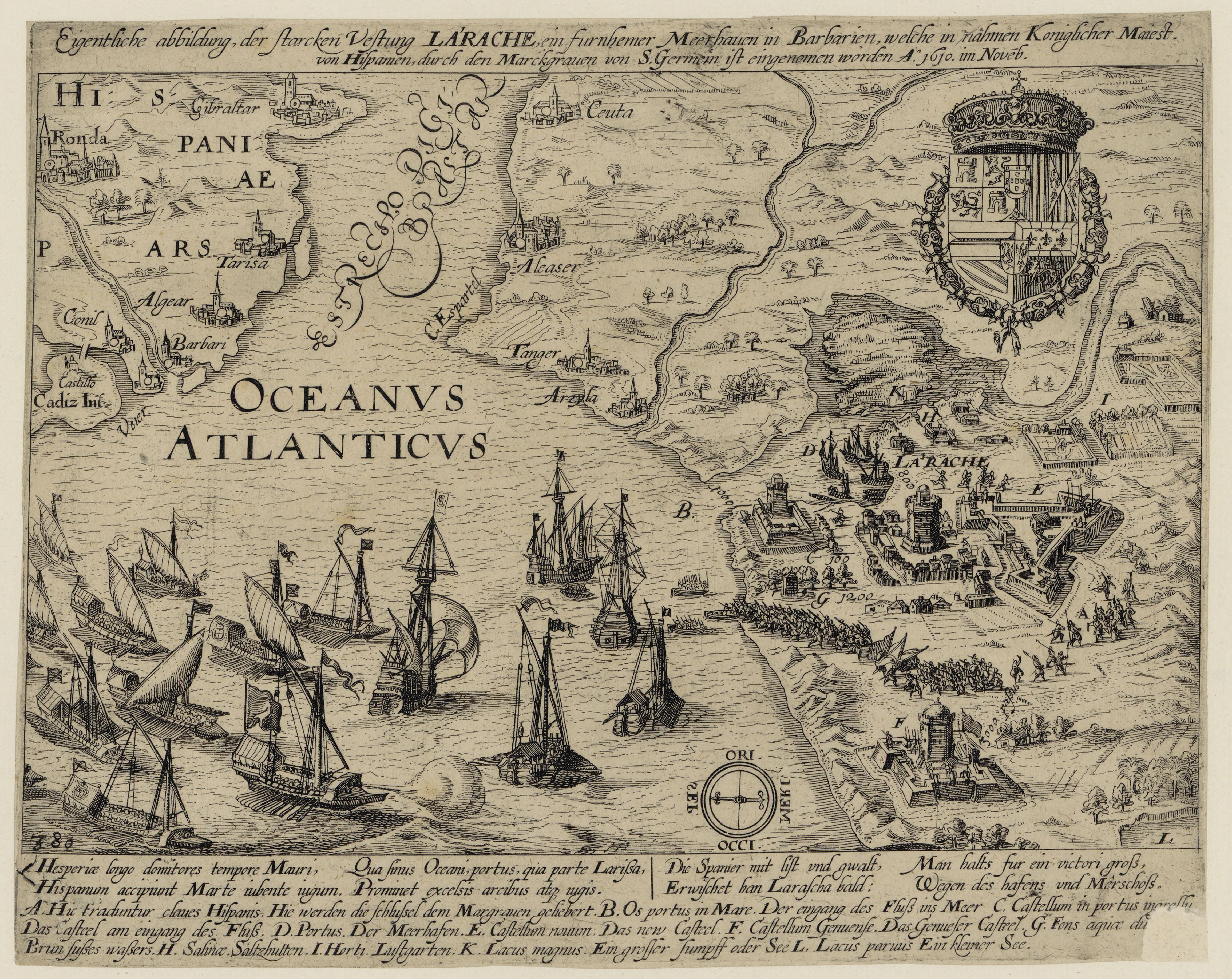
Laraš na mapě z roku 1610

V roce 1471 portugalští osadníci z Asilahu a Tangeru vyhnali obyvatele z Laraše a ten zůstal neobydlený, dokud se saadský sultán Mohammed aš-Šajch rozhodl jej znovu osídlit a vybudovat na náhorní plošině nad řekou Lúkos svou pevnost, jako prostředek pro kontrolu přístupu k řece.
Pokusy Portugalců, Španělů a Francouzů o jeho dobytí se dlouho setkávaly s neúspěchem. V roce 1489 založili Portugalci nedalekou pevnost Graciosa. Kasba, kterou nechal v roce 1491 postavit Mulaj en Násir, se později stala pirátskou pevností. V roce 1610 se město dostalo do rukou Španělů, kteří zde zůstali až do roku 1689. Ten rok sultán Mulaj Ismail nakonec Laraš dobyl.
Útoky na Laraš poté pokračovaly, ale město stále zůstávalo v muslimských rukách. V roce 1765 francouzská flotila při výpravě do Laraše opět neuspěla. V roce 1829 Rakušané město kvůli marockému pirátství opakovaně bombardovali. V důsledku kolonizační éry se Laraše v roce 1911 zmocnilo Španělsko a drželo ho 45 let až do roku 1956.

## Moderní město
Při sčítání lidu v Maroku v roce 2014 žilo v Laraši 125 008 obyvatel. Svou stopu zde zanechaly doby berberské, arabské a španělské nadvlády, ale nejdominantnější je vliv muslimské kultury. Půdorys starého města je charakteristický pro maurská města, zatímco domy v novém městě se podobají andaluskému stylu.

## Klima
Podnebí v Laraši je středomořské s teplým létem a vydatnými srážkami. Léta jsou mírně teplá a slunečná (což je ideální pro městské pláže), zimy jsou vlhké a chladné. Rekordní teplota 46,4 °C byla zaznamenána 10. července 2021.